# Gilbert Paulian
Pour les articles homonymes, voir Paulian.
Gilbert Paulian, né le 6 novembre 1903 à Boufarik (Algérie) et mort le 22 mai 1984 à Paris, est un homme politique français.

## Biographie
Lors des sénatoriales de 1959, Laurent Schiaffino lui propose de figurer sur sa liste et il est élu sénateur.